# II. Königlich Bayerisches Armee-Korps
Das II. Armee-Korps war ein Großverband und zugleich eine territoriale Kommandobehörde der Bayerischen Armee. Es wurde am 27. November 1815 als Generalkommando in Würzburg errichtet. Im Zuge der Heeresreform am 1. Februar 1869 neu errichtet, umfasste der Armeebezirk den nördlichen Teil des rechtsrheinischen Bayern. Das Korps nahm sowohl am Deutsch-Französischen Krieg als auch am Ersten Weltkrieg teil. Es wurde mit der Bayerischen Armee 1918/19 aufgelöst.

## Unterstellung

### Friedensgliederung 1914
- 3. Division in Landau
- 4. Division in Würzburg
- 2. Fußartillerie-Regiment in Metz
- 2. Train-Abteilung
- Landwehr-Inspektion Landau

#### Generalkommando
- Kommandierender General: General der Infanterie Karl von Martini
- Chef des Generalstabes: Oberstleutnant Franz Stängl
- Generalstab:
  - Major Ludwig Schraudenbach
  - Hauptmann Friedrich von Griesheim
  - Hauptmann Wilhelm Neusser

### Kriegsgliederung vom 2. August 1914
- 3. Infanterie-Division
- 4. Infanterie-Division
- Korpstruppen bestehend aus I. Bataillon des 1. Fußartillerie-Regiments „vakant Bothmer“ (1.–4. Batterie schwere Feldhaubitzen, leichte Munitionskolonne), Feldfliegerabteilung 2, Fernsprechabteilung 2, Scheinwerferzug des 2. Pionierbataillons sowie Korps-Brückentrain 2.
- Munitionskolonnen und Trains

#### Stellenbesetzung
- Kommandierender General: General der Infanterie Karl von Martini
- Chef des Generalstabes: Oberstleutnant Franz Stängl
- Generalstab:
  - Major Ludwig Schraudenbach
- Kommandeur der Pioniere:
  - Major Laacke

## Geschichte
Der Großverband wurde ursprünglich am 27. November 1815 als Generalkommando Würzburg errichtet, jedoch am 1. Juni 1822 wieder aufgelöst. Vom 20. November 1848 bis 1. September 1855 bestand es als II. Armee-Korps, bevor das Generalkommando Würzburg im Zuge der Heeresreform am 1. Februar 1869 neu errichtet wurde. Es umfasste den nördlichen Teil des rechtsrheinischen Bayern. Nach der Bildung des III. Armee-Korps 1900 umfasste der Korpsbezirk nur noch Unter- und Teile Oberfrankens sowie die Pfalz.

### Deutsch-Französischer Krieg

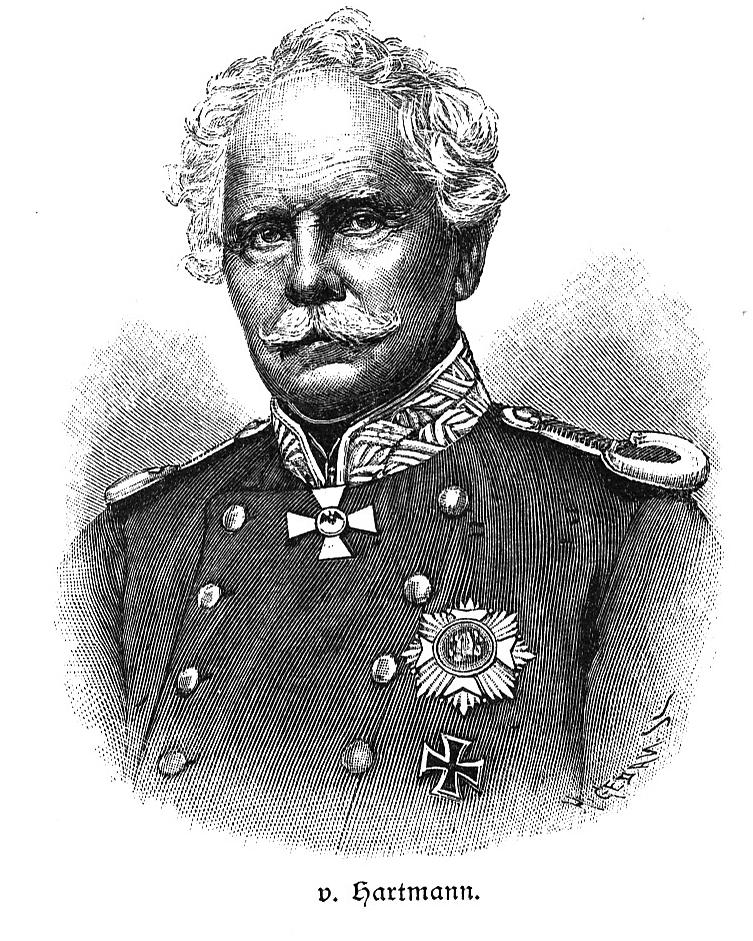
General Jakob von Hartmann

Das Korps nahm unter General von Hartmann am Deutsch-Französischen Krieg teil. Die übergeordnete 3. Armee des Kronprinzen von Preußen hatte einen starken Anteil an süddeutschen Kontingenten, darunter zwei bayerische Armee-Korps. Das preußische V. und das XI. Armee-Korps ging zwischen Germersheim und Landau voraus, das Korps folgte bei Bergzabern am nördlichen Flügel nach. Am 4. August 1870 erstürmte das Korps Weißenburg, zwei Tage später rang es in der Schlacht bei Wörth, dabei ging die 3. Infanterie-Division unter General Wilhelm Walther von Walderstötten vom Norden her auf Fröschweiler vor. Am 14. August erzwangen die Bayern die Festung Marsal zur Übergabe und waren im Vorgehen auf Nancy. Am 25. August wurde ein Rechtsschwenk der 3. Armee in Richtung Norden erforderlich um die französische Hauptarmee gegen die belgische Grenze abzudrängen. An der Schlacht bei Sedan am 1. September hatte das Korps einen hervorragenden Anteil. Zusammen mit dem I. Armee-Korps unter General Ludwig von der Tann wurde Bazeilles erstürmt, die 4. Infanterie-Division unter Generalleutnant Friedrich von Bothmer ging beidseitig der Maas auf die Stadt zu, sie eroberte dabei die Vororte Balan und Wadelincort. Nach der französischen Kapitulation von Sedan wurde der Vormarsch auf Paris wieder aufgenommen. Zwischen dem 16. und 19. September erzwang das Korps den Seine-Übergang bei Corbeil und siegte bei Bourg-la-Reine und Petit-Bicètre. Während der folgenden Umschließung von Paris besetzten die Bayern das von General Ducrot verteidigte Plateau Moulin de la Tour (Chatillon).

### Erster Weltkrieg
Wie alle bayerischen Heeresverbände war der Verband vor Beginn des Ersten Weltkrieges der IV. Armee-Inspektion unterstellt. Zu Kriegsbeginn stand das Korps im August 1914 unter Führung von Karl von Martini im Verband der 6. Armee. Unter dem Oberbefehl von Kronprinz Rupprecht bildete das Korps zusammen mit dem III. Armee-Korps im Raum südöstlich der Festung Metz den nördlichen Flügel der 6. Armee. Während der Schlacht in Lothringen rückten die 3. und 4. Infanterie-Division vom 20. bis 25. August in südlicher Richtung über Chateau-Salins (westlich Dieuze) zur Meurthe bei Lunéville vor. Im August 1914 war es in der Schlacht an der Trouée de Charmes zwischen Épinal und Toul eingesetzt. Infolge des Wettlaufes zum Meer wurde das Korps zusammen mit dem I. Armee-Korps nach Peronne verlegt. Das Korps versuchte nördlich davon bei Combles das französische 11. Korps unter General Joseph-Paul Eydoux im Vorgehen auf Montauban zu überflügeln. Anfang November wurde das Korps der „Gruppe Fabeck“ südlich von Ypern zugeführt, den Bayern gelang am 10. November in der Ersten Flandernschlacht die Einnahme von St. Eloi.
Während der Schlacht an der Somme 1916 wurde das Korps zur 1. Armee verlegt, die 3. und 4. Infanterie-Division lagen im Raum Martinpuich, der linke Flügel hielt Verbindung zur 5. Infanterie-Division die beim Ort Longueville verteidigte. Ende September 1916 wurde das Korps bei Le Transloy durch Truppen des XXVI. Reserve-Korps abgelöst und nach Flandern in den alten Kampfraum bei Lille zur 6. Armee zurücktransportiert.
Am 5. Januar 1917 übernahm Otto von Stetten die Führung des Korps, das er vertretungsweise schon seit November 1914 innehatte. Bei Lille lag das Korps 1917 dem 2. australischen Korps
(ANZAC-Corps) unter General Alexander Godley gegenüber. Am Morgen des 21. Mai 1917 eröffnete die britische 2. Armee in der Schlacht von Messines mit 2.000 Geschützen den Angriff gegen den Wytschaete-Bogen. Die britische Großoffensive begann am 7. Juni mit der Sprengung von 19 Minen, die in 15 bis 30 Metern Tiefe platziert waren. Durch die Explosion wurden die deutschen Stellungen buchstäblich in die Luft gesprengt, die 3. Infanterie-Division erlitt schwerste Verluste. Während der anschließenden Dritten Flandernschlacht unterstand das als „Gruppe Lille“ bezeichnete Generalkommando der 4. Armee. Es hatte die 9. und 22. Reserve-Division sowie die Bayerische 16. Division unterstellt, stand am südlichen Abschnitt des britischen Angriffs und konnte seine dortigen Stellungen halten.
Beim „Georgette-Angriff“ der 6. Armee in der Schlacht an der Lys waren dem Korps die 32. und 38. Division sowie der 10. Ersatz-Division zugeteilt. Die Gruppe Stetten konnte gemeinsam mit der Gruppe Carlowitz (Generalkommando XIX. (II. Königlich Sächsisches) Armee-Korps) vordringend, schon im ersten Anprall durchbrechen und auch die dritte feindliche Linie überall überschreiten. Am Abend des 9. April konnte die rechte Flügeldivision Stettens im Flankenstoß nach rechts Bois-Grenier nehmen, in Fleurbaix eindringen und bei Bac St. Maur den Zutritt zur Lys erstreiten. Dieses Gebiet konnten andere Einheiten dann als Ausgangsbasis für die Überschreitung des Flusses nutzen, während Teile des Korps bei Pont Mortier mit dem Gegner in schwerem Kampf standen. Schließlich konnte das Korps in der Nacht zum 11. April einen weiteren Angriffsbogen um den Ostrand von Armentières nach Houplines geschlagen, was dann am Nachmittag dieses Tages zur erfolgreichen Einnahme der Stadt führte. Der erfolgreiche Ausgang hatte in wenigen Wochen den Geländeverlust in Flandern 1917 mehr als ausgeglichen und eine potentielle Grundlage für weiteres Vorgehen geschaffen. Die Alliierten mussten hohe Verluste in Form von rund 20000 Gefangenen, 400 Geschützen und tausenden von Maschinengewehren hinnehmen.
Im Oktober 1918 lag das Korps mit unterstellter 1. und 6. Reserve-Division sowie der 14. Infanterie-Division als südlicher Flügel der zurückgehenden 4. Armee ostwärts der Schelde im Raum Gavere.
Mit der Auflösung der Bayerischen Armee 1918/19 wurde das Korps aufgelöst. Teile des Großverbandes wurden in die Vorläufige Reichswehr übernommen.

## Kommandierender General
| Dienstgrad             | Name                                      | Datum                                                                       |
| ---------------------- | ----------------------------------------- | --------------------------------------------------------------------------- |
| General der Infanterie | Jakob von Hartmann                        | 08. Januar 1869 bis 23. April 1873                                          |
| Generalleutnant        | Joseph von Maillinger                     | 24. April 1873 bis 4. Juli 1875                                             |
| General der Infanterie | Karl von Orff                             | 05. Juli 1875 bis 8. Mai 1890                                               |
| General der Infanterie | Otto von Parseval                         | 09. Mai 1890 bis 17. April 1895                                             |
| General der Kavallerie | Emil von Xylander                         | 18. April 1895 bis 22. März 1905                                            |
| General der Infanterie | Theophil von Reichlin-Meldegg             | 23. März 1905 bis 17. November 1908                                         |
| General der Infanterie | Alfred Eckbrecht von Dürckheim-Montmartin | 18. November 1908 bis 21. April 1912                                        |
| General der Infanterie | Karl von Martini                          | 22. April 1912 bis 4. November 1914                                         |
| Generalleutnant        | Otto von Stetten                          | 05. November 1914 bis 4. Januar 1917 (in Vertretung)                        |
| General der Kavallerie | Otto von Stetten                          | 05. Januar 1917 bis 19. April 1918                                          |
| General der Artillerie | Konrad Krafft von Dellmensingen           | 19. April bis 4. Dezember 1918                                              |
| Generalleutnant        | Otto von Rauchenberger                    | 20. Dezember 1918 bis 9. Juni 1919                                          |
| Generalleutnant        | Hermann von Burkhardt                     | 10. Juni bis 1. Oktober 1919 (mit der Wahrnehmung der Geschäfte beauftragt) |